# Підмаренник закарпатський
Підмаренник закарпатський (Galium transcarpaticum) — вид квіткових рослин родини маренових (Rubiaceae). Першовідкривачі — доктори біологічних наук Степан Стойко та Лідія Тасєнкевич.

## Поширення
Ендемік України.